# Movimiento de Protección de la Constitución
El Movimiento de Protección de la Constitución (en chino, 护法 运动) fue en realidad una serie de movimientos dirigidos por el político revolucionario chino Sun Yat-sen para oponerse al Gobierno de Beiyang entre 1917 a 1922. En este periodo Sun estableció otro gobierno rival en Cantón, no reconocido internacionalmente. El movimiento se conoce en la jerga del Kuomintang como la "Tercera Revolución". La constitución que tenía la intención de proteger era la Constitución provisional de la República de China de 1912.

## Antecedentes
Después de la Revolución de Xinhai de 1911, la recién creada República de China celebró elecciones parlamentarias en febrero de 1913 de acuerdo a la Constitución provisional de 1912 y, a continuación, convocó la primera sesión de la Asamblea Nacional de la República de China el 8 de abril. El Guomindang había obtenido la mayoría de los escaños y así Song Jiaoren fue designado para formar gabinete. Este fue asesinado por el presidente Yuan Shikai poco después, lo que llevó al Guomindang a desencadenar la Segunda Revolución, que fracasó. Yuan Shikai reprimió el levantamiento, obligando a los dirigentes del Guomindang, entre ellos Sun Yatsen, a huir a Japón.
Yuan Shikai disolvió el Parlamento, abolió la Constitución provisional y trató más tarde de convertirse en emperador, sin éxito. En diciembre de 1915, Cai E y otros lanzaron la Guerra de Protección Nacional contra Yuan Shikai y lograron acabar con el intento de restauración monárquica de Yuan. Este se vio obligado a abdicar y murió poco después, el 6 de junio de 1916.
Después de la muerte de Yuan Shikai, Li Yuanhong, anterior vicepresidente, lo sucedió como presidente. Duan Qirui volvió a encabezar el Gobierno y se convocó de nuevo al Parlamento. Sin embargo, Li y Duan tuvieron un gran desacuerdo poco después sobre si China debía o no entrar en la Primera Guerra Mundial y declarar la guerra a Alemania. Duan insistió en entrar en guerra, mientras que Li y el Parlamento tenían reservas al respecto. Li destituyó a Duan de su cargo y solicitó apoyo militar. El general monárquico Zhang Xun aprovechó la oportunidad y entró en Pekín con sus fuerzas. A continuación disolvió el Parlamento e intentó restaurar a Pu Yi —último emperador de la dinastía Qing— el 1 de julio, lo que se conoce como la Restauración Manchú. Duan Qirui aplastó la restauración cinco días más tarde y Li renunció a la presidencia; le sucedió Feng Guozhang. Duan volvió a constituir un nuevo Gobierno y organizó el nuevo Senado junto con Liang Qichao, pero sin convocar a los antiguos diputados. Duan pensaba sustituirlo provisionalmente por una Junta Provisional Nacional (que ya había existido tras la revolución de 1911) que más tarde diese paso a un nuevo Parlamento, controlado por sus partidarios.

## Primer Movimiento de Protección de la Constitución

### Creación del movimiento

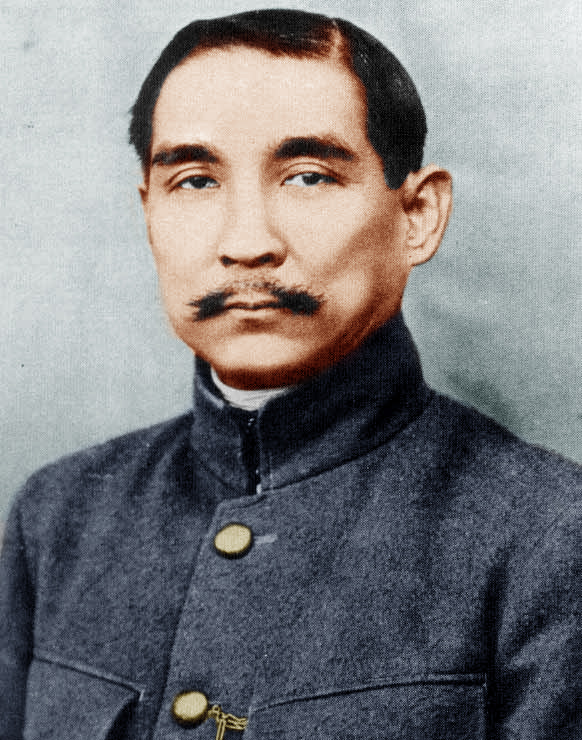
Sun Yat-sen, dirigente principal del movimiento, se instaló en Cantón para tratar de restablecer el gobierno parlamentario y la constitución provisional, suspendidos en Pekín. Dependiente de apoyos militares externos al movimiento, su suerte en el sur fue cambiante.

En julio de 1917 Sun Yat-sen llegó a Cantón desde Shanghái y convocó por telégrafo a los miembros del Parlamento original en Pekín para que se trasladasen a Cantón y formasen un nuevo gobierno. El ministro de Marina Cheng Biguang condujo nueve barcos para apoyar a Sun Yat-sen y llegó a Cantón el 22 de julio. Los antiguos parlamentarios se oponían a los planes de los caudillos del norte para sustituirles.
El 25 de agosto, alrededor de 100 miembros del parlamento original convocaron una conferencia en Cantón y aprobaron una resolución sobre el establecimiento de un gobierno militar en Cantón para proteger la Constitución provisional. Este nuevo gobierno negaba la legitimidad del nuevo gobierno de Pekín, de cualquier nuevo parlamento y de cualquier presidente que pudiese elegir. El gobierno militar lo formaban un generalísimo y tres mariscales de campo, que habían de dirigir la administración de la República de China. Los caudillos militares de las cinco provincias más meridionales (Cantón, Guangxi, Yunnan, Guizhou y Sichuan) lo respaldaban.
El 1 de septiembre noventa y un miembros del Parlamento ejercieron su derecho a voto y ochenta y cuatro de ellos escogieron a Sun Yat-sen como generalísimo del nuevo Gobierno militar. A continuación, eligieron a los jefes militares que debían dirigir la Guerra de Protección Nacional: Tang Jiyao, de la camarilla de Yunnan, y Lu Rongting, de la antigua camarilla de Guangxi, como mariscales; Wu Tingfang fue nombrado ministro de Exteriores, Tang Shaoyi, ministro de Hacienda; Cheng Biguang, de Marina y Hu Hanmin, ministro de Comunicaciones. Sun Yat-sen, tomó posesión del cargo el 10 de septiembre y nombró a Li Liejun jefe del Estado Mayor; a Li Fulin, comandante de la Guardia; a Xu Chongzhi, oficial del Estado Mayor y a Chen Jiongming, comandante del Primer Ejército.

### Facciones y fuerzas del movimiento
Apoyaban el nuevo gobierno del sur varias facciones, en inestable coalición contra el norte:
- El antiguo parlamento que, aunque sin cuórum y reuniéndose en "sesión extraordinaria", no aceptaba los cambios en Pekín y pretendía representar la legalidad y la defensa de la constitución.[4] El grupo más numeroso de diputados pertenecía al antiguo Guomindang, para entonces dividido en 3 facciones, una de ellas leal a Sun Yatsen.[5]
- La marina, de larga trayectoria de colaboración con Sun.[5]
- La camarilla de Guangxi, encabezada por Lu Rongting, que se sentía amenazado por el aumento de la influencia de Duan Qirui en Hunan, provincia vecina a sus territorios.[5]
- La camarilla de Yunnan, dirigida por Tang Jiyao, con las mejores tropas de la región, a la altura de las mejores del norte y militarmente la facción más poderosa del movimiento.[5]
- El gobernador de Guizhou, provincia atrasada y débil militarmente, que seguía las directrices de las provincias vecinas, más poderosas.[3]

Los objetivos de Sun y el parlamento, por un lado, no coincidían con las de los caudillos militares sureños: mientras estos estaban interesados en asegurarse sus territorios y ampliarlos, incluso a cambio de sacrificar al parlamento y aceptar la dominación del norte, Sun y los diputados deseaban recuperar el control del gobierno central o formar un nuevo gobierno que derrotase a los caciques militares del norte para retomarlo.
Aparte de la Armada, la Guardia del Generalísimo y veinte batallones del Ejército de Cantón, Sun Yatsen carecía de un apoyo militar destacable en el Gobierno Militar de Cantón y, en ocasiones, sus órdenes no tenían efecto.

### Reorganización del gobierno militar
Sun contempló la rebelión con la esperanza de deshacerse de la influencia de Guangxi, y llegó a ordenar a la Armada bombardear la sede de Guangxi en una ocasión. Hacia finales de 1917 Lu Rongting, Tang Jiyao, Mo Rongxin y otros junto con Tang Shaoyi convocaron una conferencia en la que abogaron por reconocer la presidencia de Feng Guozhang y formar un gobierno unido con el Norte.
Durante 1918 Cheng Biguang se volvió contra la camarilla de Guangxi y fue asesinado. El Parlamento se hallaba controlado por la camarilla de Guangxi y en abril de 1918 reformó el Gobierno y sustituyó al Generalísimo por un directorio de siete miembros: Sun, Tang Shaoyi, Wu Tingfang y Tang Jiyao por un lado, y Lu Rongting, Cen Chunxuan y Lin Baoyi por otro. Al sentirse marginado, Sun Yatsen renunció como generalísimo y se retiró a Shanghái. El Gobierno militar de Cantón quedó en manos de Cen Chunxuan, miembro principal del directorio. La elección de Wu Tingfang como gobernador de Cantón fue anulada por Lu Rongting.

### Guerra de Protección de la Constitución
Después del establecimiento del gobierno militar de Cantón, China se encontró dividida en dos zonas enfrentadas, norte y sur. Con el apoyo de Lu Rongting y del Ejército de Guangxi, el ejército de Sun logró detener el asalto de Duan Qirui en noviembre de 1917. Duan dimitió como primer ministro del gobierno de Pekín como resultado de este revés, dejando el puesto a Feng Guozhang. El norte y el sur entraron entonces en un periodo de calma, deteniéndose los enfrentamientos.
Presionado por las camarillas de camarilla de Zhili y la Anhui, Feng Guozhang ordenó a Cao Kun (ambos pertenecientes a la primera) atacar nuevamente Hunan en enero de 1918, logrando derrotar al Ejército de Protección de la Constitución en abril. Sin embargo, después de la captura de Hunan, el comandante de Zhili Wu Peifu detuvo el ataque a las provincias de Cantón y Guangxi y alcanzó un acuerdo con el sur en julio. Xu Shichang también abogó por establecer negociaciones de paz con el sur rebelde cuando tomó posesión como presidente del gobierno de Pekín en octubre, lo que puso fin a la guerra temporalmente (armisticio el 16 de noviembre de 1918. El 30 de noviembre de 1918 el gobierno del sur mostraba sus disposición a entablar conversaciones con el gobierno del norte, pasando Xu a intentar ganarse el respaldo de los caudillos militares del norte opuestos a la negociación con el sur. De febrero a agosto de 1919 se celebraron conversaciones entre el Norte y el Sur en Shanghái, pero las negociaciones se estancaron por el sabotaje de Duan. 
Las elecciones de 1918 para elegir un nuevo parlamento en Pekín, sin embargo, no fueron reconocidas por los diputados del sur.> Todos los diputados que no asistieron a la "sesión extraordinaria" del parlamento del sur perdieron su escaño y fueron sustituidos. El presidente del Parlamento, Lin Sen, levantó la sesión el 24 de enero de 1920 cuando un grupo de diputados boicotearon la asamblea, privándola de cuórum. Cen retiró también los sueldos de los diputados. Con el gobierno del sur en manos de la antigua camarilla de Guangxi el primer Movimiento de Protección de la Constitución concluyó.

## Segundo Movimiento de Protección de la Constitución

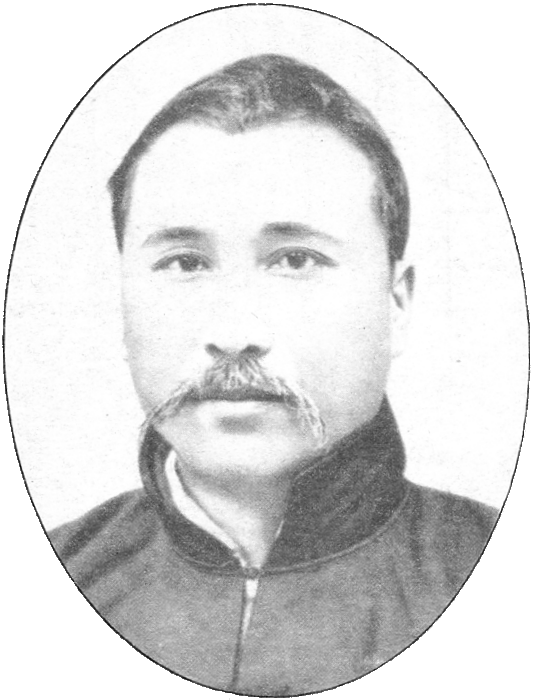
Chen Jiongming, caudillo federalista dentro del movimiento, facilitó el regreso de Sun Yat-sen a Cantón gracias a su victoriosa campaña contra los militares rebeldes, pero se alzó contra él tras su toma del poder y su decisión de conquistar el norte de China por la fuerza en la Expedición del Norte.

En Shanghái Sun reorganizó el Guomindang con el objetivo de arrebatar a la junta de Guangxi del gobierno del Sur. El gobernador militar de Cantón, Chen Jiongming reclutó para ello veinte batallones de Fujian. En 1920 Duan y el Parlamento del norte perdieron el poder a manos de la camarilla de Zhili en la guerra Zhili-Anhui. Lu y Cen utilizaron esto como pretexto para tratar la unificación con la camarilla de Zhili. El KMT denunció estas negociaciones secretas y el parlamento del sur se trasladó a Yunnan en agosto y a Sichuan a finales de septiembre. Las tensiones entre la camarilla de Yunnan y la de Guangxi permitieron a Chen invadir su territorios el 11 de agosto en la llamada guerra de Cantón-Guangxi. Chen Jiongming expulsó a la camarilla de Guangxi de Cantón, lo que permitió a Sun regresar allí a finales de noviembre.
El Parlamento volvió a reunirse en Cantón de enero de 1921. De los cuatro miembros del directorio militar supervivientes, Tang Jiyao tuvo que permanecer en Yunnan para proteger su provincia, Wu Tingfang estaba enfermo y Tang Shaoyi estaba perdiendo interés por el movimiento. En abril de 1921, la Asamblea Nacional disolvió el Gobierno militar y eligió a Sun Yat-sen «presidente de China». Pero el nuevo Gobierno de Cantón, sin ningún tipo de reconocimiento exterior, se encontraba sumido en una crisis de legitimidad, ya que se había formado sin seguir la Constitución que tenía el mandato de proteger. Para Chen Jiongming la elección inconstitucional de Sun supuso una toma del poder ilegítima. Las relaciones se deterioraron aún más entre ellos cuando Chen invitó a anarquistas, comunistas y federalistas a ingresar en el movimiento. Chen pensó que aumentarían su fuerza, pero Sun creyó que diluirían su mensaje.

### La traición de Chen Jiongming
Inmediatamente después de su toma de posesión en mayo, Sun ordenó el comienzo de la Expedición al Norte (4 de mayo de 1922) para lograr la unificación de China por la fuerza. En el verano de 1922 Sun Yat-sen estableció el cuartel general de la expedición en Shaoguan antes de comenzar la marcha hacia el norte. Desde este había de coordinar las tropas de los distintos ejércitos que participarían en la misma: los de Cantón, Yunnan, Jiangxi y Hunan. La Expedición del Norte fue lo que desencadenó el conflicto entre Sun y Chen Jiongming. Este defendía la suspensión de los combates con el norte y la consolidación como provincia autónoma de Cantón. 
Mientras tanto, la camarilla de Zhili había iniciado un movimiento nacional para reunir los gobiernos del Norte y del Sur, proponiendo la renuncia simultánea de los dos presidentes rivales en favor de Li Yuanhong, la convocatoria del antiguo parlamento y la restauración de la Constitución de 1912. En junio el presidente del Gobierno del norte, Xu Shichang, renunció y la Asamblea Nacional original volvió a reunirse en Pekín. Para Chen Jiongming con esto se lograba el propósito del Movimiento, pero, para Sun, el nuevo Gobierno no era más que una cortina de humo para ocultar el poder de Cao Kun. El 16 de junio el palacio presidencial de Cantón fue bombardeado por las fuerzas de Chen. Sun Yat-sen, Jiang Jieshi (Wade-Giles, Chiang Kai-shek), Chen Ce y sus leales se trasladaron en un barco a Shanghái, abandonando la ciudad en manos del rebelde. Para entonces (9 de agosto de 1922) el antiguo Parlamento había vuelto a reunirse en Pekín y Li Yuanhong había retomado la presidencia.

## Influencia

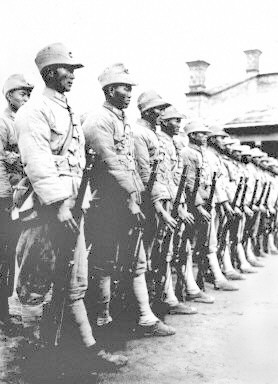
Soldados del Ejército Nacional Revolucionario, nueva fuerza del nuevo partido (KMT), que debía acabar con la dependencia de Sun Yatsen de los caudillos militares del Sur.

Habiéndose dado cuenta de su excesiva dependencia de la fuerza militar externa al Movimiento, Sun decidió establecer su propia milicia. Con la ayuda de la Unión Soviética y en la alianza con el Partido Comunista de China, Sun volvió a tomar el gobierno de Cantón por tercera vez en 1923. Sin embargo, su objetivo no era ya la protección del gobierno provisional, sino la forja de una base militar sólida en torno a la Academia Militar de Whampoa que le permitiese la creación de un Estado de partido único tras la derrota de los caudillos militares. Esta estrategia fue el fundamento del éxito de la Expedición del Norte que llevó a la reunificación teórica de China.
Los historiadores[¿quién?] culpan a la errónea táctica legalista del fracaso del movimiento. La "sesión extraordinaria de la Asamblea Nacional" (el Parlamento del Sur) carecía de cuórum. Prácticamente desde el principio el gobierno militar no se basaba en el derecho constitucional y carecía por completo de reconocimiento extranjero. Apenas podía mantener la unidad interna entre las facciones que lo formaban y su control territorial era escaso. Su fundación dañó la integridad de la República.[cita requerida]